# 薩普卡亞 (帕拉州)
6°56′49″S 49°40′55″W / 6.94694°S 49.68194°W
薩普卡亞（葡萄牙語：Sapucaia），是巴西的城鎮，位於該國北部，由帕拉州負責管轄，面積1,298平方公里，海拔高度190米，2012年人口5,236，該城鎮人口密度每平方公里4.03人。